# 格萊諾山
46°01′55″N 10°03′16″E / 46.03194°N 10.05444°E

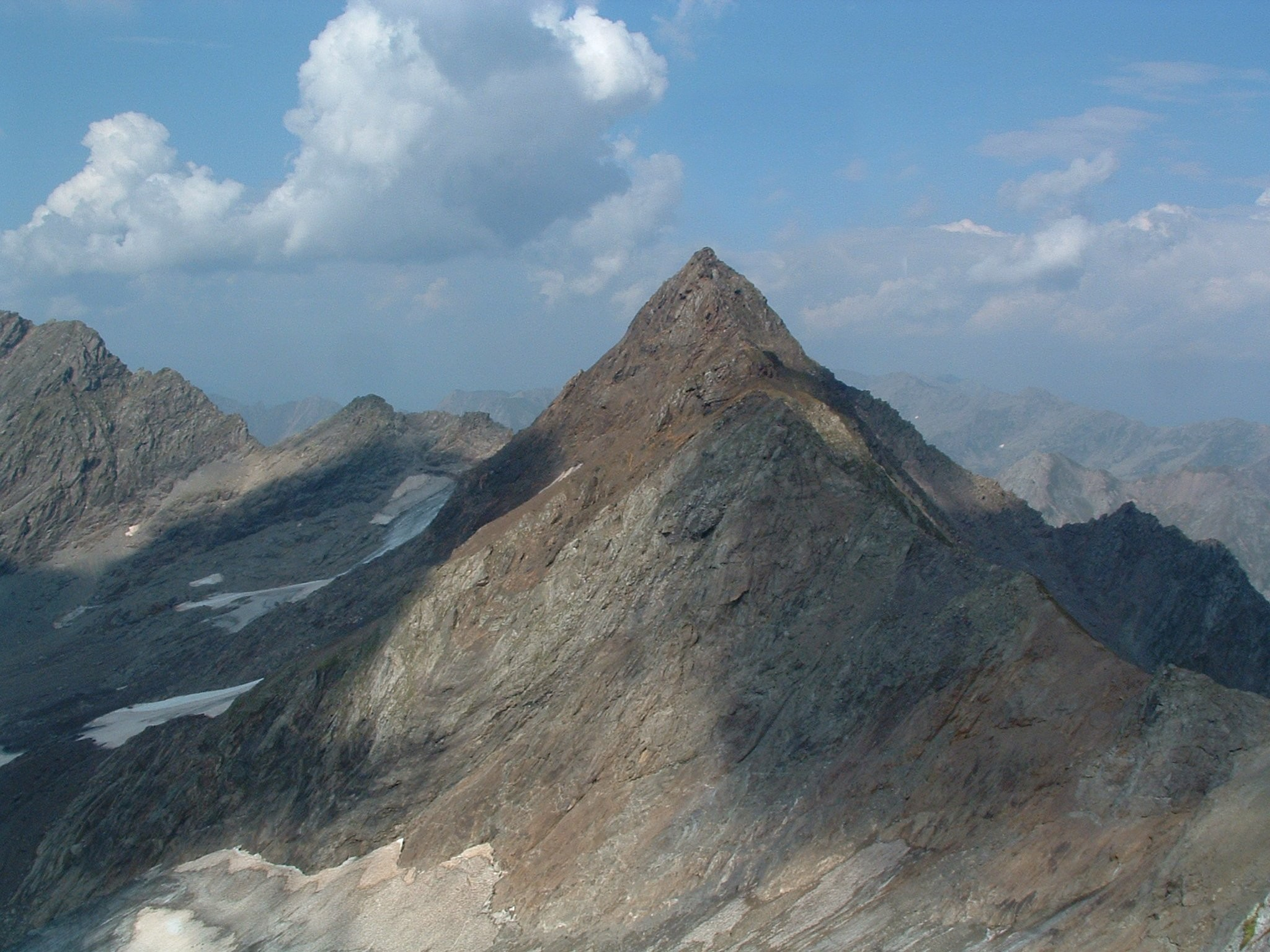

格萊諾山（義大利語：Monte Gleno），是意大利的山峰，位於該國北部，由倫巴底大區負責管轄，屬於貝爾加莫阿爾卑斯山脈的一部分，該山峰海拔高度2,882米。